# Scisma acaciano
Lo scisma acaciano fu una frattura all'interno della cristianità che ebbe luogo a Costantinopoli nel 484, durante il regno dell'imperatore Zenone, e che si chiuse nel 519, con Giustino I e il patriarca Giovanni II di Costantinopoli. Lo scisma prese il nome da Acacio, all'epoca patriarca di Costantinopoli, e fu provocato da un documento, l'Enotico (Henotikon), di cui Acacio fu l'ispiratore.

Può essere considerato il primo scisma fra chiese orientali ed occidentali.

## I precedenti
Alla metà del V secolo divenne improcrastinabile risolvere le dispute teologiche nate all'interno della Chiesa sulla natura di Cristo. I teologi discutevano sul fatto che Gesù possedesse entrambe le nature, umana e divina, oppure solamente quella divina. Oppure ancora si interrogavano sulla possibilità che le due nature fossero compresenti ma distinte.
Nelle Chiese d'oriente, imbevute di spirito greco, la questione sollevava da tempo un profondo e articolato dibattito. Le due massime chiese d'oriente erano quelle di Alessandria d'Egitto e di Antiochia, in Siria, entrambe sede di Patriarcato. La scuola teologica alessandrina o Didaskaleion (i cui massimi esponenti furono Clemente, Origene e Atanasio) dava l'assoluta precedenza alla divinità di Cristo. Il Logos divino è l'unico vero centro di azione in Cristo. I teologi di Alessandria non si riferivano mai a un soggetto umano o a un distinto principio operativo. In Cristo vi è la perfetta unità del Verbo nella carne: l'uomo è il Verbo, ma il Verbo in quanto unito a un corpo. Diversamente da loro i teologi di Antiochia, di scuola aristotelica, mettevano in risalto l'umanità di Cristo e l'unione delle sue due nature, rimaste integre in una sola persona. L'autonomia della natura umana veniva accentuata fino a farla diventare un secondo soggetto accanto al Logos. 
Sia la Chiesa di Alessandria sia quella di Antiochia accettarono le decisioni del Concilio di Nicea I (325), che aveva affermato la divinità del Figlio, assimilandola a quella del Padre (consustanzialità).
Nel concilio successivo, a Costantinopoli (381), venne ribadita l'uguaglianza tra le divinità del Padre, del Figlio e dello Spirito Santo. Il Concilio si svolse interamente in greco e vi presero parte i massimi esponenti dei patriarcati dell'Impero romano d'Oriente.
Nella prima metà del V secolo fu patriarca di Alessandria Cirillo (370-444). Durante la sua epoca si sviluppò l'eresia nestoriana, teoria cristologica di matrice antiochena. Cirillo fu il primo vescovo a denunciare gli errori del nestorianesimo; fu l'estensore della lista delle 12 rinunce (“anatemi”) che papa Celestino I sottopose a Nestorio. Cirillo fu la figura centrale del concilio di Efeso (431), che condannò definitivamente il nestorianesimo come eresia.
Il concilio di Efeso, però, aveva lasciato irrisolta una questione fondamentale: che tipo di rapporto sussiste tra la natura umana e quella divina di Cristo dopo l'Incarnazione? Sono tra loro subordinate, sono fuse, oppure sono separate? Uno dei discepoli di Cirillo, il monaco Eutiche, provò a dare una risposta. Eutiche viveva a Costantinopoli, padre superiore di un importante monastero . Nella capitale bizantina era anche rappresentante diplomatico (apocrisiario) della Chiesa di Alessandria. Eutiche affermò che in Cristo, dopo l'Incarnazione, la natura umana è stata assorbita completamente da quella divina. La divinità avrebbe accolto l'umanità «come il mare accoglie una goccia d'acqua».
Contro Eutiche si pronunciarono i patriarchi di Costantinopoli e di Antiochia e il pontefice romano. A suo favore si schierò invece Cirillo, che però morì pochi anni dopo. Per dirimere la questione, fu comunque convocato un nuovo concilio ecumenico, che si tenne ad Efeso (449). Gli alessandrini, rappresentati da Papa Dioscoro I uscirono vincitori: il concilio confermò l'ortodossia delle teorie di Eutiche. Ma il pontefice, Papa Leone I, non accettò il verdetto. Leone I parlò addirittura di latrocinium ("furto"). La Sede Apostolica indirizzò al Patriarca di Costantinopoli, Flaviano, una lettera dottrinale (Tomus ad Flavianum) in cui ribadiva che Gesù Cristo è «vero uomo di vero uomo e vero Dio di vero Dio». Con questa formula Leone chiariva che la sostanza divina e la sostanza umana non sono in confusione. Concludeva che l'incarnazione è avvenuta senza confusione o cambiamento delle due nature.
Fu convocato un secondo concilio, sempre in Anatolia, a Calcedonia (451) che rovesciò le decisioni prese due anni prima. Il concilio di Calcedonia, accogliendo interamente i principi enunciati nel Tomus ad Flavianum, sancì la doppia natura di Cristo. Cristo «è in due nature, che esistono senza confusione, senza mutamenti, senza divisione né separazione». La teoria di Eutiche, definita “monofisismo”, fu dichiarata eretica e lo stesso padre superiore venne condannato. Papa Dioscoro di Alessandria dovette lasciare la sede patriarcale.
Si credeva che con tale solenne dichiarazione fosse stata detta l'ultima parola sulla questione, ma la decisione del concilio non fu accettata dalla Chiesa di Alessandria. La deposizione di Dioscoro portò allo scisma della Chiesa copta, che rifiutò di abbandonare il proprio patriarca accusando le chiese calcedonesi di "duofisismo". Secondo la lezione del patriarca Cirillo, infatti, la natura di Cristo è unica, ed è frutto dell'unione di quella umana e divina. La Chiesa copta ritenne di seguire tale insegnamento.

## Costantinopoli si separa da Roma (484)
Negli anni seguenti il monofisismo si diffuse in tutto l'Impero d'Oriente, favorito da spinte di carattere nazionale (soprattutto in Egitto e in Siria). Tali eventi suscitarono preoccupazione presso la sede imperiale, che iniziò a considerare le forze centrifughe in atto una minaccia per la stabilità dello stato. Gli imperatori bizantini, per salvare l'unità dell'impero, decisero di risolvere la questione monofisita attraverso la promulgazione di decreti ed atti ufficiali.
Nel 475 Zenone dichiarò eretico il papa di Alessandria, il monofisita Timoteo II. Il clero copto, per tutta risposta, elesse come suo successore un nuovo papa monofisita, Pietro Mongo (477). Zenone, pensando di risolvere la questione una volta per tutte, emanò contro di lui una condanna a morte, ordinando l'insediamento di Timoteo III. La sua azione non produsse gli effetti desiderati. La deposizione di Pietro Mongo non fece che aumentare la profondità del solco tra Alessandria e Costantinopoli. L'imperatore decise allora di cambiare metodo. Accettò il consiglio del patriarca di Costantinopoli, Acacio, e promulgò (482) un decreto di riconciliazione, l'Henotikon.
Senza nominare i decreti di Calcedonia, il vero oggetto del dibattito, il documento si rifaceva ai concili precedenti (su cui invece non c'era stata divergenza di opinioni). Riprendeva decisioni già adottate su temi ormai appartenenti al passato: le tesi di Eutiche e Nestorio (che venivano condannate) e gli anatemi di Cirillo di Alessandria contro le loro dottrine (approvati). Inoltre proibiva di utilizzare nelle discussioni teologiche posizioni che non fossero state ratificate dal concilio di Nicea I (325) e dal concilio di Costantinopoli I (381). Il punto debole dell'Henotikon fu quindi la mancata presa di posizione sui veri punti importanti del dibattito: la natura unica o le due nature di Cristo, argomento principale del concilio di Calcedonia. Il documento evitava appositamente di trattare la questione utilizzando formule volutamente ambigue: Gesù Cristo era descritto come l'«unigenito Figlio di Dio... uno e non due» (homologoumen ton monogene tou theou ena tygchanein kai ou duo... k.t.l.) e non c'erano riferimenti alle due nature. Ad Alessandria, il deposto Pietro Mongo accettò questa dottrina vaga ed accomodante. Il patriarca in carica, Giovanni I e il suo omologo di Antiochia, invece, non diedero il loro assenso. L'imperatore li sostituì immediatamente. Pietro Fullo, un noto monofisita, s'insediò nella sede di Antiochia e Pietro Mongo tornò ad occupare quella di Alessandria.
La controversia si protrasse anche sotto papa Felice III, che inviò una lettera a Zenone in cui gli ricordava che non poteva pronunciarsi in materia di fede. Il pontefice si rifiutò di riconoscere Mongo e sostenne il diritto di Giovanni I ad essere reinsediato. Dopo la deposizione, Giovanni I, fedele alla Chiesa di Roma, si era recato in esilio in Italia. Nel 483 Felice III annunciò un sinodo a Roma; parallelamente inviò a Costantinopoli due legati (i vescovi Vitale e Miseno) per ingiungere all'imperatore di espellere Pietro Mongo da Alessandria e per costringere Acacio a presentarsi a Roma per spiegare la sua condotta. Acacio, tuttavia, riuscì ad ingannarli e, affrontandoli in pubblico, li screditò. I legati furono catturati e imprigionati; poi spinti da minacce e promesse, entrarono in comunione con gli eretici inserendo il nome di Pietro Mongo nella lettura dei Sacri Dittici. Quando il loro tradimento fu reso noto a Roma da Simeone, uno dei monaci Acemeti, Felice riunì il sinodo nella Basilica Laterana.
Il 28 luglio 484 settantasette vescovi condannarono il decreto imperiale e scomunicarono Pietro Mongo, il patriarca di Costantinopoli Acacio, Pietro Fullo (patriarca di Antiochia) e i legati pontifici. Nel decreto di scomunica era scritto che Acacio aveva peccato contro lo Spirito Santo e l'autorità papale (Habe ergo cum his... portionem S. Spiritus judicio et apostolica auctoritate damnatus).
Sostenuto dall'imperatore, Acacio rifiutò di accettare il decreto di scomunica e diede vita ad uno scisma. In segno di sfida cancellò il nome di Felice III dai sacri Dittici.
Quando il 1º agosto l'imperatore Zenone prese le parti del suo patriarca, lo scisma con Roma fu consumato. Acacio, in collaborazione con Zenone, iniziò a perseguitare i monaci in modo da far accettare l'Henotikon in tutto l'oriente. In questo modo divenne, praticamente, il primate della cristianità orientale fino alla sua morte, avvenuta nel 489. Il suo successore, Fravitta (Phrabitas: 488-89), inviò dei messaggeri a Felice con l'assicurazione che non sarebbe stato in comunione con Pietro Mongo; ma il pontefice comprese il suo doppio gioco: lo scisma non rientrò.
Nel 496 il successore di Fravitta, Eufemio, sostenitore del Concilio di Calcedonia, fu deposto dal nuovo imperatore bizantino Anastasio. Ad Alessandria, Pietro Mongo cercò di rientrare in comunione con Roma, ma il pontefice rifiutò, dato che il nuovo vescovo non volle cancellare i nomi dei suoi due predecessori dai Sacri Dittici. Mongo divenne il campione di tutti i monofisiti: tenne un sinodo in cui fu condannato il concilio di Calcedonia e sconsacrò le tombe dei suoi due predecessori calcedoniani, Proterio e Timoteo III.

## Il dialogo controverso tra Anastasio e papa Ormisda (514-517)
L'imperatore Anastasio (491-518), successore di Zenone, continuò a mantenere in vigore l'Henotikon e divenne sempre più favorevole verso i monofisiti, perseguitando i vescovi che si mostravano fedeli ai decreti del Concilio di Calcedonia. Per questa ragione, i tre patriarchi, Macedonio di Costantinopoli, Elia di Gerusalemme e Flaviano di Antiochia furono deposti e sostituiti con patriarchi monofisiti.
Alla fine del 514 Anastasio avviò un dialogo epistolare con papa Ormisda, per tentare di ricomporre la divisione tra Costantinopoli e Roma. Il rapporto epistolare durò oltre due anni, ma nessuno si mosse dalle rispettive posizioni. Il papa inviò anche la formula di una confessione di fede (regula fidei)  affinché fosse sottoscritta da tutti i vescovi orientali che intendevano rimanere in comunione con la chiesa di Roma. Il documento, che conteneva la condanna di Nestorio e degli altri eretici, tra cui Acacio, inizialmente non ottenne risposta.
Nel 516 si registrarono le prime conversioni di vescovi orientali al Credo di Calcedonia. Un buon numero di vescovi di Scizia, Illiria e Dardania tornarono in comunione con Roma e molti di loro, inoltre, conferirono con i legati papali a Costantinopoli sulla questione della riunificazione delle chiese. Furono questi vescovi a pronunciare la loro condanna di Acacio ed a sottoscrivere la professione di fede (regula fidei) di Ormisda, così come i vescovi della provincia dell'Epiro, per opera del suddiacono romano Pullio.
Questa professione di fede è conosciuta come "formula Hormisdae" o "libellus professionis fidei Hormisdae". Con tale atto il pontefice riconosceva il credo calcedonese e le lettere dogmatiche di papa Leone Magno, inoltre lanciava l'anatema contro i patriarchi monofisiti Nestorio, Eutiche, Dioscoro e i loro seguaci.
L'11 luglio 517, Anastasio scrisse una lettera a Ormisda con la quale gli annunciava la sua decisione di interrompere le trattative. Successivamente continuò a perseguitare i fautori dell'unione con Roma. Il 9 luglio 518 Anastasio morì. Poco prima di quella data era morto anche Timoteo, il Patriarca monofisita di Costantinopoli.

## Giustino I ricompone lo scisma (519)
Il successore di Anastasio, Giustino I (518-527) riteneva che la stabilità dell'impero risiedesse unicamente nell'unione delle due Rome, la “Vecchia” e la “Nuova”.
Ribaltò quindi la politica religiosa del predecessore e si dichiarò a favore dei decreti di Calcedonia, abrogando l'Henotikon. Già il 20 luglio 518, ordinò la deposizione del patriarca di Antiochia, Severo, il maggiore rappresentante degli anti-calcedoniti. Al nuovo Patriarca di Costantinopoli, Giovanni II (518-20), richiese di condannare come eretici i monofisiti, riconoscere i decreti di Calcedonia e tornare in comunione con la chiesa di Roma. Un sinodo tenutosi nella capitale accolse queste richieste.
Successivamente, l'imperatore inviò un legato a Roma per concordare con il papa le modalità del rientro in piena comunione. Ormisda nominò i vescovi Germano di Capua e Giovanni, il presbitero Blando, due diaconi, Felice e Dioscoro, e un notaio, Pietro. Ricevettero le stesse istruzioni e la stessa confessione di fede che era stata affidata ai legati durante il regno di Anastasio.
L'ambasciata fu accolta a Costantinopoli con grande onore. Tutte le richieste del pontefice furono accolte: il nome di Acacio, come quelli degli imperatori Anastasio e Zenone, furono eliminati dai sacri dittici e il Patriarca Giovanni accettò la formula di Ormisda. Il 28 marzo 519, Giovedì santo, nella cattedrale di Costantinopoli, alla presenza di una grande folla, fu celebrata solennemente la riunificazione della chiesa greca con quella di Roma. Il patriarca di Costantinopoli Giovanni II e la maggior parte dei vescovi greci sottoscrissero la formula di Ormisda. Lo scisma venne così ricomposto; successivamente tutti i vescovi monofisiti furono deposti.